# Desideri bestiali e voluttuosi
Desideri bestiali e voluttuosi, conosciuto anche come Godimento massimo godimento, è un film pornografico del 1991 diretto dal regista Mario Bianchi.

## Produzione
Il produttore Franco Bracardi, che nel film si firma Franky Orgasm, faceva parte della Tibbins Technology International (azienda che ha accompagnato Mario Bianchi nei suoi film pornografici più famosi).

## Distribuzione
In Italia viene proiettato in pochissime sale tra il 1991 e 1992. Anche la distribuzione in Home video è limitata.
Negli Stati Uniti, dopo essere stato proiettato in cinema per adulti, viene distribuito in home video nel 1993 col titolo The Rise of the Roman Emperess 3.

## Citazioni e riferimenti in altre opere
- Caro diario, regia di Nanni Moretti (1993). Nella scena iniziale Moretti descrive Roma in estate, parlando anche delle proiezioni estive: